# Catherine McAuley
Czcigodna Matka Catherine Elizabeth McAuley, (ur. 29 września 1778 r. w Dublinie, zm. 11 listopada 1841 r. w Dublinie) – irlandzka zakonnica, założycielka zakonu Sióstr Miłosierdzia.

## Życiorys
Pochodziła z bogatej katolickiej rodziny irlandzkiej, ojciec osierocił ją gdy miała 5 lat. Jej matka prowadziła światowe i rozwiązłe życie i roztrwoniła majątek rodzinny. Zmarła w 1798 r., kiedy Catherine miała 17 lat. Jej opiekunem został wuj Owen Conway, a jej dwaj młodsi bracia zostali oddani na wychowanie do rodzin protestanckich i przyjęli to wyznanie. Owen Conway stracił majątek, a Catherine trafiła do domu Williama i Catherine Callaghanów, który dorobili się znacznego majątku na handlu z Indiami. Gdy zmarli w 1822 r., Catherine McAuley odziedziczyła ich majątek. Jako gorliwa katoliczka, postanowiła przeznaczyć swój majątek na pomoc potrzebującym, zwłaszcza samotnym matkom, porzuconym młodym dziewczynom w ciąży i starszym kobietom.
Otworzyła bezpłatną szkołę dla kobiet Coolock House, a w 1827 r. "Dom Miłosierdzia" (House of Mercy) w Dublinie (dziś mieści się tam "Międzynarodowe Centrum Miłosierdzia" (Mercy International Centre). Pomagało jej wiele współpracownic świeckich, jednak Kościół rzymskokatolicki pragnął, aby te kobiety stworzyły zakon religijny. Tak powstało Zgromadzenie Sióstr Miłosierdzia, a pierwsze śluby zakonne Catherine i jej współpracownice złożyły 12 grudnia 1831 r.
Matka McAuley zmarła w swoim "Domu Miłosierdzia" w 1841 r. Istniało już wówczas 12 domów Zgromadzenia w Irlandii i dwa w Anglii ze 150 zakonnicami (obecnie jest ich ok. 10 tysięcy).
Proces beatyfikacyjny Matki McAuley został rozpoczęty w 1978 r. a papież Jan Paweł II w 1990 r. uznał ją za czcigodną.